# Jesús María Sanromá
Jesús María Sanromá (Carolina, Puerto Rico, 7 de novembre, San Juan, Puerto Rico, 12 d'octubre, 1984) va ser un pianista porto-riqueny que és un dels pianistes més importants i realitzats del segle xx. El 1932 va fer la primera interpretació nord-americana del Concert en Sol de Maurice Ravel sota la batuta de Serge Koussevitzky, el mateix dia que Sylvan Levin ho va fer amb l'Orquestra de Filadèlfia.

## Joventut
El pare de Sanromá, Josep Maria, va néixer a Barcelona, i va estudiar en un seminari jesuïta, però no va rebre les últimes ordres per convertir-se en sacerdot. Després de graduar-se a la universitat, es va convertir en un tafaner polític escrivint per a un diari sobre el plebiscit espanyol. Li van recomanar una retirada precipitada a Puerto Rico amb totes les despeses pagades pel govern espanyol. Es va establir a la població de Carolina, i més tard a la de Fajardo. Va enviar a buscar la seva xicota, María Torra de la Riba, però el 1894 les dones no podien viatjar solteres. Es van casar per poder abans que ella viatgés per estar amb ell. Van tenir dos fills, Juan Bautista nascut a Trujillo Alto l'any 1899 i Jesús María nascut a Carolina l'any 1902. José María es guanyava la vida a Fajardo publicant un diari i ensenyant. Jesús María va començar a tocar el piano del seu pare. José, adonant-se que el seu fill tenia talent, va dir: «Si toques el piano, aniràs a l'escola a estudiar». El va matricular a una escola de música situada a la població de Fajardo per fer classes de piano. L'any 1913, als 11 anys, Sanromá va debutar al Teatre Municipal Fajardo.

## Sanromá debuta
El gener de 1916, Sanromá va debutar a l'Ateneu de Puerto Rico a San Juan, la capital de l'illa. Desconegut per ell, José de Diego es trobava entre el públic del públic. De Diego va quedar tan impressionat amb Sanromá que va persuadir el govern de donar a Sanromá una subvenció de 600 dòlars. La beca s'havia d'utilitzar per continuar la seva educació musical als Estats Units.
Sanromá es va matricular al Conservatori de Música de Nova Anglaterra a Boston, Massachusetts, i va estudiar piano amb David Sequeira. Es va graduar el 1920 i va rebre el premi Mason i Hamlin. Poc després de la seva graduació va guanyar el càrrec de pianista oficial de l'Orquestra Simfònica de Boston, convertint-se en la primera persona a rebre aquest honor. Va continuar els estudis amb la pianista polonesa Antoinette Szumowska-Adamowska al NEC de 1920 a 1927, i més tard va prendre classes addicionals amb Alfred Cortot a París (juny-juliol de 1927) i amb Artur Schnabel a Berlín (setembre-octubre de 1927).

## Orquestra Simfònica de Boston
Sanromá va treballar amb diversos compositors, com Igor Stravinski i Sergei Prokofiev, però va ser el futur director de la Boston Pops Orchestra (una subsecció de la Boston Symphony Orchestra), Arthur Fiedler, amb qui havia de desenvolupar una relació artística que havia de durar molts anys. El 1932 va fer la primera interpretació nord-americana del Concert en Sol de Maurice Ravel sota la batuta de Serge Koussevitzky, el mateix dia que Sylvan Levin va fer amb l'Orquestra de Filadèlfia. Va ser el solista del primer enregistrament complet de Rhapsody in Blue de George Gershwin, amb Fiedler i els Boston Pops per a RCA Victor el juliol de 1935. També van fer el primer enregistrament del segon concert d'Edward MacDowell (1934). Sanromá va dimitir com a pianista oficial de la BSO després de 20 anys de servei. Durant la seva increïble carrera Sanromá va col·laborar i gravar amb compositors com Paul Hindemith, Walter Piston, Ernst Toch, Heitor Villa-Lobos, Hector Campos Parsi, Vladimir Dukelsky, Edward Burlingame Hill, John Carpenter, Juan José Castro, Ernst Bloch, Carlos Chavez, Igor Stravinsky, Pau Casals i Leonard Bernstein.

## Concerts de Sanromá
El 1952, va tornar a Puerto Rico i va ser nomenat consultor musical del Departament de Música de la Universitat de Puerto Rico. Sanromá va presentar una sèrie de "Concerts de Sanromá" fins al 1975. El 1956, va ser nomenat membre del comitè organitzador del Conservatori de Música de Puerto Rico. També va ser un participant actiu del Festival Casals de Puerto Rico. Sanromá va gravar més de 38 àlbums per a RCA Victor i Columbia, a més dels seus 13 àlbums dedicats a 154 danses de Juan Morel Campos. Sanromá va viatjar i actuar per tot el món. Entre els 21 països on va actuar es trobaven Alemanya, França, Àustria, Espanya, Anglaterra, Estats Units, Canadà, Veneçuela i la resta d'Amèrica Llatina.

## Últims anys
Entre els nombrosos premis i reconeixements atorgats a Sanromá hi havia els títols de Doctor Honoris Causa del Conservatori de Música de Nova Anglaterra, la Universitat de Puerto Rico, la Universitat de Miami, el St. Peter's College i el Boston College. El papa Pau VI el va nomenar cavaller de l'orde de Sant Silvestre.
Sanromá va morir el 12 d'octubre de 1984, a San Juan, Puerto Rico, als 82 anys. Va ser enterrat al cementiri de Porta Coeli a Bayamon, Puerto Rico.

## Llegat
El govern de Puerto Rico va honrar la seva memòria posant el seu nom a una escola a la ciutat de Carolina i a una sala de concerts al Conservatori de Música de Puerto Rico. També està inclòs a la Galeria de los Gigantes (o saló de la fama) del municipi de Carolina, Sala Jesús María Sanromá.
Entre els alumnes de Sanromá hi havia Monserrate Ferrer.